# Zoomex
Zoomex es una plataforma de comercio de criptomonedas. La plataforma ofrece una variedad de servicios de negociación, incluyendo contratos de futuros perpetuos para más de 200 criptodivisas. Zoomex combina características seguras como el cifrado y el almacenamiento en frío con opciones de financiación descentralizada (DeFi).

## Historia
En 2022, Zoomex inició una campaña especial para la Copa Mundial de la FIFA. Como parte de la campaña, ofrecieron un premio firmado por el famoso futbolista Lionel Messi. El 11 de agosto de 2022, el Villarreal CF y Zoomex llegaron a un acuerdo para que la plataforma de intercambio de criptodivisas se convirtiera en el Socio Oficial de Criptointercambio del Submarino Amarillo esta temporada. El logotipo de Zoomex se presenta en la parte trasera de las camisetas del primer equipo masculino para la campaña 2022/23, además de ser visible en otros lugares.
En 2023, Zoomex lanza el Zoomex World Trading Champion, una competición global con una bolsa de premios de 2,5 millones de dólares. El evento invita a traders de todo el mundo a participar, mostrando sus habilidades de trading y compitiendo por grandes recompensas.
El 18 de mayo de 2023, Zoomex anunció el patrocinio del talentoso piloto británico de Fórmula 2 de Ferrari Oliver Bearman. Bearman compite con Prema Racing en la Fórmula 2 de la FIA y está llamado a convertirse en una de las jóvenes estrellas más brillantes de este deporte. El logotipo de Zoomex se mostrará de forma destacada en el coche y el mono de carreras de Oliver, así como en sus canales de redes sociales durante todo el calendario de carreras de F2. Zoomex y el equipo de Ollie colaborarán estrechamente para ampliar la exposición mundial del patrocinio y transmitir el mensaje de que el éxito se consigue con determinación y esfuerzo.
El 27 de julio de 2024, Zoomex lanzó su intercambio descentralizado (DEX), con el objetivo de ofrecer a los usuarios más control, mayor seguridad y transparencia en el comercio de criptomonedas.
En agosto de 2024, Zoomex recibió una auditoría exhaustiva por parte de la renombrada empresa de ciberseguridad Hacken. La evaluación incluyó pruebas de penetración y análisis de seguridad de la aplicación web y los puntos finales de la API de Zoomex. La auditoría identificó siete vulnerabilidades, de gravedad crítica a baja», afirmaba el informe. Zoomex abordó rápidamente tres vulnerabilidades, incluida la transferencia no autorizada de fondos y los problemas de control de acceso, demostrando un enfoque proactivo para salvaguardar los activos de los usuarios.